# Just One Last Dance
"Just One Last Dance" este un cântec al cântăreței germane Sarah Connor, de pe cel de-al treilea album de studio al său, Key to My Soul (2003). Piesa este o baladă pop și a fost scrisă și produsă de Kay Denar și Rob Tyger.

## Formate și tracklist
European CD single
| Nr. | Titlu                                         | Lungime |  |
| 1.  | „Just One Last Dance” (Radio Version)         | 4:11    |  |
| 2.  | „Just One Last Dance” (College Radio Version) | 4:02    |  |

European CD maxi single
| Nr. | Titlu                                         | Lungime |  |
| 1.  | „Just One Last Dance” (Radio Version)         | 4:11    |  |
| 2.  | „Just One Last Dance” (College Radio Version) | 4:02    |  |
| 3.  | „Just One Last Dance” (Kayrob Dance RMX)      | 3:53    |  |
| 4.  | „Just One Last Dance” (Video Version)         | 4:28    |  |
| 5.  | „Work It Right Tonight”                       | 5:00    |  |
| 6.  | „Just One Last Dance” (Video)                 | 4:28    |  |

## Clasamente
| Clasament (2004)                | Poziție |
| ------------------------------- | ------- |
| Austria (Ö3 Austria Top 40)     | 5       |
| European Hot 100 Singles        | 11      |
| Germania (Media Control Charts) | 1       |
| Elveția (Schweizer Hitparade)   | 8       |

| Țară     | Instituție | Certificare | Vânzări |
| -------- | ---------- | ----------- | ------- |
| Germania | IFPI       | Aur         | 150.000 |